# 男子メジャー選手権勝利数ランキング
男子メジャー選手権勝利数ランキングは、ゴルフにおける男子メジャー選手権勝利数のランキングである。
- 2023年4月4日現在

| 順位 | 選手名               | 勝利数 |
| ---- | -------------------- | ------ |
| 1位  | ジャック・ニクラス   | 18     |
| 2位  | タイガー・ウッズ     | 15     |
| 3位  | ウォルター・ヘーゲン | 11     |
| 4位  | ベン・ホーガン       | 9      |
| 4位  | ゲーリー・プレーヤー | 9      |
| 6位  | トム・ワトソン       | 8      |
| 7位  | ハリー・バードン     | 7      |
| 7位  | ボビー・ジョーンズ   | 7      |
| 7位  | ジーン・サラゼン     | 7      |
| 7位  | サム・スニード       | 7      |
| 7位  | アーノルド・パーマー | 7      |